# David Malloy
David John Malloy (ur. 3 lutego 1956 w Milwaukee w stanie Wisconsin) – amerykański duchowny katolicki, biskup Rockford od 2012.

## Życiorys

### Prezbiterat
Święcenia kapłańskie otrzymał 1 lipca 1983 z rąk abpa Remberta Weaklanda OSB i został inkardynowany do archidiecezji Milwaukee. Studiował w Rzymie, gdzie uzyskał licencjat z teologii dogmatycznej na Papieskim Uniwersytecie Gregoriańskim (1982-1984). W 1986 rozpoczął przygotowanie do służby dyplomatycznej na Papieskiej Akademii Kościelnej. Uzupełniając studia uzyskał licencjat z prawa kanonicznego na Angelicum (1986-1988) oraz doktorat na Gregorianum (1988-1990).
W dyplomacji watykańskiej pracował w różnych placówkach: był sekretarzem nuncjatur w Pakistanie (1990-1994), Syrii (1995) oraz przy Przedstawicielstwie Stolicy Apostolskiej przy ONZ (1995-1998).
W 1998 rozpoczął pracę w Watykanie, gdzie został oficjałem Prefektury Domu Papieskiego.
W 2001 wrócił do ojczyzny, gdzie został wicesekretarzem generalnym (2001-2006), a następnie (2006-2011) sekretarzem generalnym Konferencji Episkopatu Stanów Zjednoczonych. Po zakończeniu kadencji powrócił do archidiecezji i objął probostwo w parafii św. Franciszka Salezego w Lake Geneva.

### Episkopat
20 marca 2012 papież Benedykt XVI mianował go biskupem diecezji Rockford. Sakry udzielił mu metropolita Chicago kardynał Francis George OMI.